# Aleksandar Grličkov

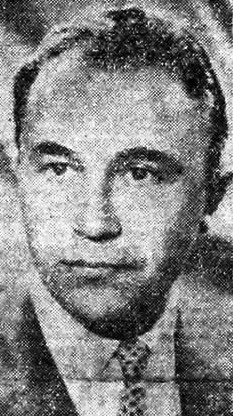
Aleksandar Grličkov

Aleksandar Grličkov (mazedonisch Александар Грличков; * 18. Januar 1923 in Štip, Königreich Jugoslawien, heute: Nordmazedonien; † 26. Juli 1989 in Struga, Sozialistische Republik Mazedonien) war ein Politiker des Bundes der Kommunisten Jugoslawiens (BdKJ) in der Sozialistischen Föderativen Republik Jugoslawien (SFRJ), der unter anderem zwischen 1960 und 1965 Vorsitzender des Exekutivrates der Sozialistischen Republik Mazedonien und damit Ministerpräsident dieser Teilrepublik war. Später war er zwischen 1969 und 1971 im Kabinett Ribičič als Vizepräsident des Bundesexekutivrates stellvertretender Ministerpräsident der SFR Jugoslawien. Er war nicht nur in außenpolitischen Fragestellungen tätig, sondern befasste sich auch mit innenpolitischen ideologischen Themen und veröffentlichte mehrere Bücher zum Sozialismus und Kommunismus.

## Leben
Aleksandar Grličkov wurde 1939 Mitglied der Kommunistischen Partei Jugoslawiens (KPJ) und nahm während des Zweiten Weltkrieges zwischen 1941 und 1944 am Partisanenkrieg teil. Nach Kriegsende übernahm er mehrere Führungsfunktionen in der Sozialistischen Republik Mazedonien. Am 21. Dezember 1960 übernahm Grličkov von Ljupčo Arsov das Amt als Vorsitzender des Exekutivrates der SR Mazedonien und damit als Ministerpräsident dieser Teilrepublik. Er hatte dieses Amt bis zum 11. Mai 1965 und wurde daraufhin von Nikola Minčev abgelöst. Er fungierte zeitweise als stellvertretender Vorsitzender des Exekutivrates der Gewerkschaft.
Er wurde am 18. Mai 1969 im Kabinett Ribičič Vizepräsident des Bundesexekutivrates und als solcher stellvertretender Ministerpräsident der SFRJ. Dieses Amt in der föderativen Bundesregierung bekleidete er bis zum Ende der Amtszeit des Kabinetts Ribičič am 30. Juli 1971. Er war als Vertreter der SR Mazedonien Mitglied des ZK des BdKJ. Im Februar 1974 übernahm er die Funktion des Chefredakteurs von „Socijališam“, einer monatlich erscheinenden Zeitschrift des BdKJ.
Auf dem X. Parteikongress (27. bis 30. Mai 1974) wurde Aleksandar Grličkov Mitglied des Präsidiums des ZK des BdKJ und gehörte diesem Führungsgremium der Partei nach seiner Bestätigung auf dem XI. Parteikongress (20. bis 23. Juni 1978) bis zum XII. Parteikongress (26. bis 29. Juni 1982) an. Zugleich wurde auf dem X. Parteikongress im Mai 1974 auch Mitglied des Exekutivkomitees des ZK der BdKJ und war dessen Mitglied bis zum XI. Parteikongress im Juni 1978, wobei er dort als Sekretär für internationale Beziehungen amtierte. Er war nicht nur in außenpolitischen Fragestellungen tätig, sondern befasste sich auch mit innenpolitischen ideologischen Themen. Dabei bestritt er die Existenz eines „führenden Zentrums“ der internationalen kommunistischen Bewegung und bestand darauf, dass es „verschiedene Wege zum Sozialismus“ geben müsse. Sein politischer Standpunkt ließ sich nicht mehr mit den Interessen einer bestimmten Republik identifizieren und er warnte davor, auf politischen Ideen zu beharren, „die sich in der Praxis nicht bestätigt haben“. Eine von ihm ausgearbeitete Linie der ausgesprochenen Distanz zur Sowjetunion, die gegenüber Moskau Jugoslawiens eigenen Weg zum Sozialismus und die Blockfreiheit verteidigte, wurde auch nach dem Tode von Josip Broz Tito 1980 beibehalten. Zur Solidarność und dem Kriegsrecht in Polen 1981–1983 führte er aus, die Polen seien in der Lage, „die sozialistische Erneuerung ihrer Gesellschaft kraft ihrer Kultur und ihrer geistigen Traditionen auf polnische, nationale Art selbst zu lösen“.
Im September 1982 wurde er Mitglied der Kommission für internationale Zusammenarbeit des ZK des BdKJ. Er fungierte ferner zwischen Juni 1982 und Juni 1982 als Mitglied des Präsidiums sowie von Dezember 1982 bis 1983 auch als Präsident der Sektion für außenpolitische Fragen und internationale Beziehungen der Gewerkschaftskonferenz der Sozialistischen Union der Werktätigen Jugoslawiens SSTNJ, ehe er von Mai 1985 bis Mai 1986 als Vorsitzender der SSTNJ amtierte. Er stellte in diesen Funktionen fest, dass Nichtkommunisten nur geringe Chancen hätten, in Führungspositionen auf Republikebene in der Sozialistischen Allianz der Werktätigen (SSRNJ) befördert zu werden. Seine Abhilfe bestand darin, 30–50 Prozent der verantwortlichen Stellen in der SSRNJ zuzulassen.
Er wurde für seine Verdienste mehrmals ausgezeichnet und erhielt unter anderem den Orden der Jugoslawischen Fahne, den Orden „Für Verdienste um das Volk“ und die Partisanenmedaille 1941.

## Veröffentlichungen
- Stopanskoto planiranje vo Jugoslavija, „(Tarifplanung in Jugoslawien“), 1960
- Jugoslavija i svetska privreda, („Jugoslawien und die Weltwirtschaft“), 1967
- Rezolucija o osnovama društveno-ekonomske politike u 1971 godini sa stabilizacionim programom, („Beschluss über die Grundlagen der Sozial- und Wirtschaftspolitik im Jahr 1971 mit einem Stabilisierungsprogramm“), Mitautor Mitja Ribičič, 1971
- Ekonomski odnosi između socijalističkih zemalja. Teorija i tendencije prakse u SEV-u, („Wirtschaftsbeziehungen zwischen sozialistischen Ländern. Theorie- und Praxistrends in SEV“), Mitautor Miodrag Živković, 1973
- Društveno-ekonomske tendencije u razvoju savremenog razvijenog kapitalizma, („Sozioökonomische Tendenzen in der Entwicklung des zeitgenössischen fortgeschrittenen Kapitalismus“), 1973
- Politički faktori u procesu proširene reprodukcije, („Politische Faktoren im Prozess der erweiterten Reproduktion“), 1974
- Govori na sastancima evropskih komunističkih partija u Varšavi i Budimpešti, („Reden auf Treffen europäischer kommunistischer Parteien in Warschau und Budapest“), 1975
- Evropa u očima komunista, („Europa in den Augen der Kommunisten“), 1977
- Non-alignment and Socialism as a World Process, 1979
- Suvremeni svijet i socijalizam, („Die moderne Welt und der Sozialismus“), 1981
- Raskršća socijalizma, („Scheideweg des Sozialismus“), 1984
- Krstopatite na socijalizmot, („Die Kreuzfahrer des Sozialismus“), 1984
- Da li je socijalizam moguć, („Ist Sozialismus möglich?“), posthum 1990

## Hintergrundliteratur
- Directory of Officials of the Socialist Federal Republic of Yugoslavia, Bände 7–8, 1976 (Onlineversion)
- Directory of Officials of the Socialist Federal Republic of Yugoslavia, Bände 7–8, 1983 (Onlineversion)
- Jože Pirjevec: Tito and His Comrades, 2018, ISBN 978-0-299-31770-6 (Onlineversion (Auszug))
- Dimitar Bechev: Historical Dictionary of North Macedonia, 2019, ISBN 978-1-5381-1962-4 (Onlineversion (Auszug))